# 合家歡
《合家歡》是1989年上映的一部香港電影，由許冠文、許冠英、黃百鳴、鄭文雅、王祖賢、任達華、梁家輝主演。是許冠文1980年代電影反映社會現象的作品之一。片中以新移民為題，講述內地人與香港人生活之文化差異與矛盾，票房取得巨大成功。

## 劇情
居於海南島鄉村的雁歸南（許冠文飾），與遠嫁香港的妹妹雁燕萍（鄭文雅飾）分離多年。萍不時寄錢予南，南則把錢用來讓村子鋪路修橋，自己則過著捕漁、摘椰子的快活日子。
一日，南來到香港探望萍及妹夫黃嘉範（黃百鳴飾），然而範一家人對南滿懷偏見，認為南只懂累人累己。果然，不諳港人文化的南處處闖禍，甚至破壞了範的妹妹黃嘉玲（王祖賢飾）嫁入豪門的機會。黃家越來越忍受不了南，萍處處維護也無濟於事。
後來雁參加了電視台的遊戲節目，獲得去英国的機票。黃家對南暫時出遊滿心歡喜，豈料看到該班航機失事，無人生還的消息。萍感到悲痛，但及後發現南出發前買了巨額保險，金額四百萬。範為獲得四百萬保險金大為高興。可是剛巧南回到來，原來是南於孟買機場轉機時搞錯了航班，反而逃過了一劫。範大為苦惱，對四百萬保險金仍念念不忘，決定不許南離開範家半步，隱瞞南實則未死一事，圖騙這四百萬保險金。但不幸保險公司發現大有古怪，藉上門處理賠償時查證一下。範著南爬出天台不讓保險公司人員發現，但害得南失手跌落樓下。範良心發現，決定拯救南，騙取賠償一事告吹。
最後範辭去了鞋店工作，向銀行借錢做生意；嘉玲亦找到有為青年高富帥作男友；南則回去海南島村落，依依不捨與眾人分別。

## 角色
| 演員      | 角色            | 身份                                                                     | 粵語配音     |
| --------- | --------------- | ------------------------------------------------------------------------ | ------------ |
| 許冠文    | 雁歸南          | 內地農村人                                                               | 許冠文       |
| 黃百鳴    | 黃嘉範          | 鞋店經理、雁歸南妹夫                                                     | 黃百鳴       |
| 鄭文雅    | 雁燕萍          | 雁歸南之妹，早年嫁到香港                                                 | 鄭文雅       |
| 陳卓欣    | 奀珠            | 雁燕萍及黃嘉範之女                                                       | 沈小蘭       |
| 黃曉琳    | 炮妹            | 雁燕萍及黃嘉範之女                                                       | 盧素娟       |
| 許冠英    | 經紀拉          | 經紀，常向黃嘉範兜售毫無用處的貨物；後又當上保險推銷員，賣了保險給雁歸南 | 許冠英       |
| 王祖賢    | 黃嘉玲          | 空姐，黃嘉範之妹                                                         | 沈小蘭       |
| 任達華    | 許公子(Timothy) | 富家子弟，黃嘉玲迷戀對象                                                 | 朱子聰       |
| 肥媽      | 老闆娘          | 鞋店老闆娘                                                               | 龍寶鈿       |
| 梁家輝    | 高富帥          | 黃嘉玲男友，大學生                                                       |              |
| 盧冠廷    | 盧居士          | 風水師                                                                   | 朱子聰       |
| 黃新      | 許先生          | 許公子父親                                                               | 盧雄         |
| 譚倩紅    | 許太太          | 許公子母親                                                               | 譚倩紅       |
| 高志森    | 未具名          | 遊戲節目主持                                                             | 朱子聰       |
| 袁潔瑩    | 未具名          | 地鐵乘客                                                                 | 沈小蘭       |
| 呂秀齡    | 未具名          | 火車搭客                                                                 |              |
| 李麗珍    | 未具名          | 廣告女郎                                                                 |              |
| 關珮琳    | 未具名          | 揭盖女童                                                                 |              |
| 楊凡      | 未具名          | 自助餐西装客                                                             |              |
| 葉榮祖    | 未具名          | 豆花佬                                                                   |              |
| 陳奕詩    | 戴波波          | 鞋店顧客                                                                 | 盧素娟       |
| Ken Boyle | 未具名          | 保險公司經理                                                             | (普通話配音) |
| 黎永強    | 未具名          | 保險公司人員                                                             | 黎永強       |

## 電影歌曲
| 曲別   | 歌名         | 演唱及作曲 | 作詞   |
| ------ | ------------ | ---------- | ------ |
| 主題曲 | 《微笑革命》 | 譚詠麟     | 潘源良 |

## 錄像發行
- 「合家歡」曾經推出VHS、LD、VCD、DVD，另有日本版VHS、DVD，均已絕版。
- 「合家歡」的35mm底片經過高清掃描，修復版藍光碟已於2015年4月推出，分別有單碟版和「許氏兄弟喜劇時代系列」珍藏盒裝兩個版本。修復版藍光碟收錄原裝預告片，和全新拍攝的40分鐘回顧特輯「走進老許記」。

## 獎項
| 年份   | 頒獎典禮       | 奖项       | 名字   | 結果 |
| ------ | -------------- | ---------- | ------ | ---- |
| 1990年 | 香港電影金像獎 | 最佳男主角 | 許冠文 | 提名 |

## 軼事
- 高志森在同一時期另有推出《富貴再三逼人》，該電影有多名演員在本作客串，包括陳奕詩、李麗珍、關佩琳、盧冠廷等。

## 外部連結
- 互联网电影数据库（IMDb）上《合家歡》的资料（英文）